# Tim Tam

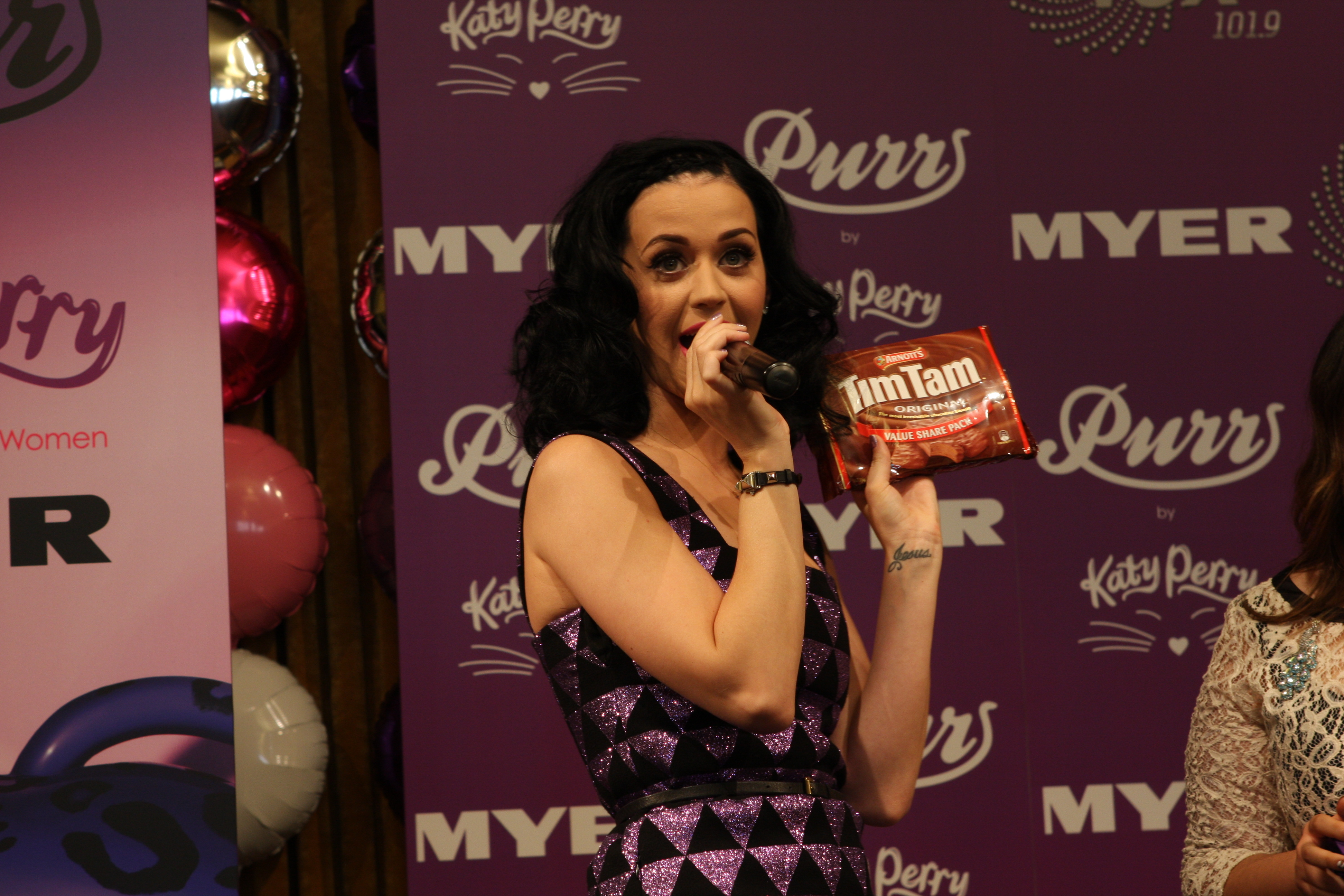
Katy Perry in Melbourne mit einer Packung TimTam (2011)

Tim Tams sind Schokoladenkekse der Firma Arnott’s Biscuits Holdings in Australien. Ein Tim Tam besteht aus zwei Biskuitlagen umhüllt mit Schokolade, zwischen denen eine leichte Schokoladencreme eingebettet ist.
Laut Arnott’s werden pro Jahr an die 35 Millionen Packungen verkauft, dies entspricht etwa 400 Millionen Keksen.

## Geschichte
Tim Tams wurden erstmals 1964 auf den Markt gebracht. Der Name stellt eine Hommage von Ross Arnott dar, dem Gründer der Firma, an das Siegerpferd des Kentucky Derby von 1958. Der neue Keks basierte auf den bereits vorhandenen britischen Penguin biscuit. 2003 klagte Arnott’s Dick Smith Foods aufgrund einer Handelsmarkenverletzung ihrer Kekse der Temptin' -Marke an, welche Ähnlichkeit zum Tim Tam aufwiesen und eine ähnlich entworfene Verpackung besaßen. Der Fall wurde außergerichtlich geklärt. Smith nahm dazu Stellung, indem sie Greg Arnott, ein Mitglied der Arnott-Familie, in einem Werbespot für Temptin’s besetzten.
Von November 2008 bis März 2009 wurden Tim Tams erstmals durch Pepperidge Farm als Werbeartikel in den USA präsentiert. Sie wurden ausschließlich in Target-Filialen in den Variationen Original (angeboten als Chocolate Crème) und Caramel verkauft. Zu diesem Zeitpunkt startete Pepperidge Farm eine Online-Community, auf der die Besucher den Weg der Kekse von Australien zu den USA mitverfolgen konnten.
Im Oktober 2009 waren die beiden Sorten wieder erhältlich, dieses Mal zusätzlich in der Variation Classic Dark und zudem in sämtlichen Supermärkten.

Die ursprüngliche Arnott’s-Bäckerei wurde 1865 in Newcastle, New South Wales, eröffnet. Bis heute werden Tim Tams und andere Arnott's-Produkte größtenteils in Australien hergestellt, unter anderem in Bäckereien in Sydney, Adelaide und Brisbane.

## Variationen
- Tim Tam Original
- Tim Tam Original Value Pack
- Tim Tam Double Coat
- Tim Tam Chewy Caramel
- Tim Tam Classic Dark
- Tim Tam White
- Tim Tam Original Finger
- Tim Tam Original Individually Wrapped
- Tim Tam Crush Honeycomb
- Tim Tam Crush Mint Crisp
- Tim Tam Crush Cookies & Cream
- Tim Tam Sweet Surrender Choc Hazelnut Flavoured Mousse
- Tim Tam Sweet Surrender Black Forest Delight
- Tim Tam Sweet Surrender Creme Caramel
- Tim Tam Choco Strawberry

## Tim Tam Slam

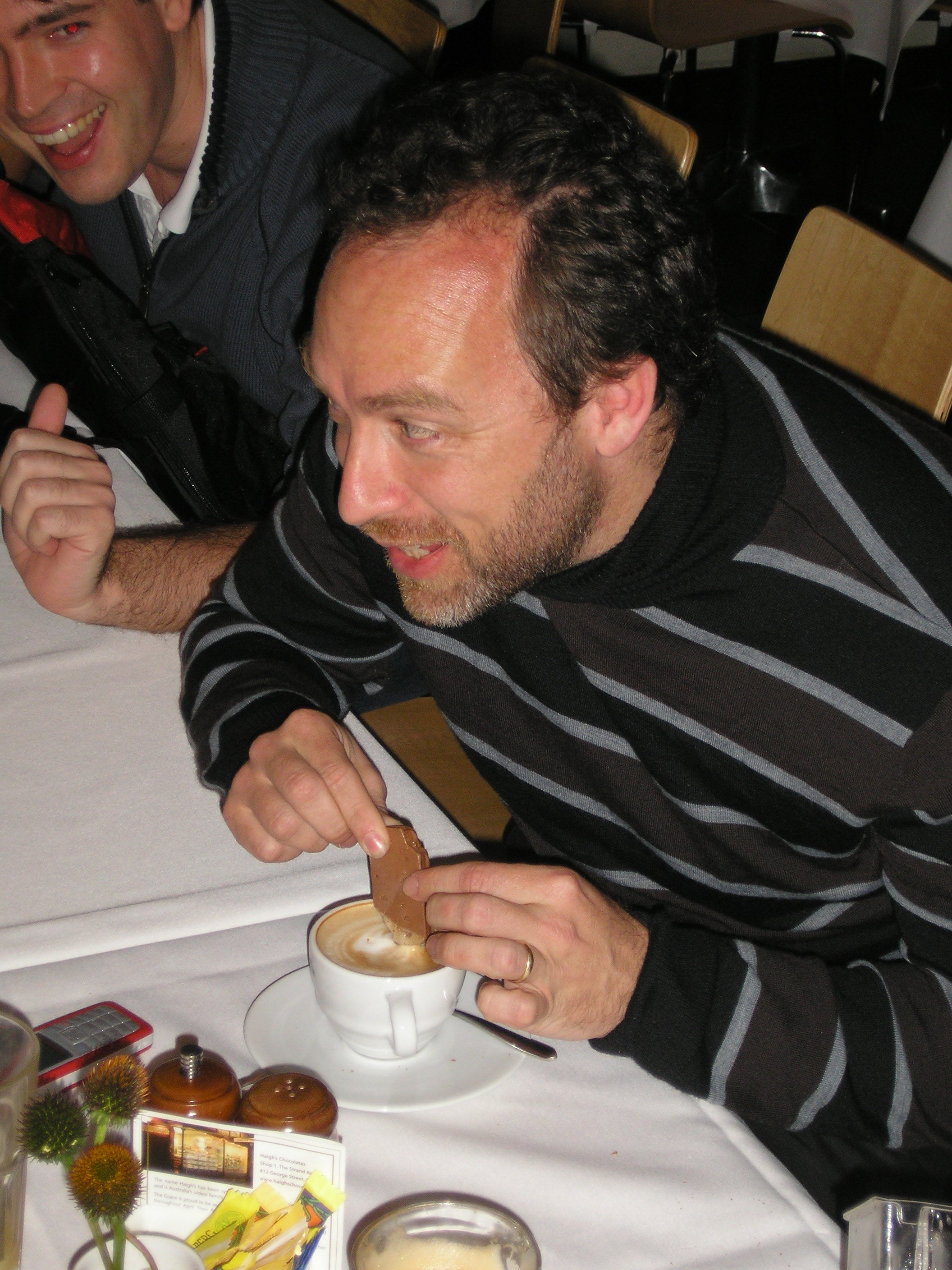
Jimmy Wales beim Tim Tam Slam

Der Tim Tam Slam ist die Kunst, die Enden des Tim Tams abzubeißen und den Keks als Strohhalm zu benutzen, um ein heißes Getränk aufzusaugen.
Er wurde unter anderen von Natalie Imbruglia und Gastgeber Graham Norton in der So Graham Norton TV-Serie in den USA durchgeführt. Die amerikanische Schauspielerin Jennifer Love Hewitt führte diesen ebenfalls live in Rove McManus australischer Talkshow Rove Live vor.

### Durchführung
Zwei gegenüberliegende Ecken des Kekses sind abgebissen und ein Ende wird in ein Getränk getaucht (üblicherweise Kaffee). Saugt man an dem Keks, wird das Getränk durch den Keks gezogen, ähnlich einem Strohhalm. Der knusprige innere Keks wird erweicht und der äußere Schokoladenanstrich beginnt zu schmelzen. Im Idealfall sollte die Innenseite des Kekses zusammenbrechen, die Außenseite jedoch sollte lang genug unversehrt bleiben, damit die Flüssigkeit den Mund erreicht. Ein gekühlter Keks hilft insofern, die Außenschicht zu erhalten, während die Innenseite schmilzt.
Der dickere Schokoladenanstrich des Tim Tam Double Coat bietet eine stabilere Struktur, die ein vorzeitiges Zusammenbrechen verhindert.
Ebenso hilft die Caramelmitte des Tim Tam Chewy Caramel, den Keks für eine etwas längere Zeit zusammenzuhalten.
Arnott’s verwendete 2002 in einer Werbekampagne noch den Namen Tim Tam Suck.

### Weltrekordversuch
Am Australia Day 2004 versuchten 200 Leute in einem Lokal in Croydon (England) und angeblich 30.000 Menschen in den gesamten Vereinigten Staaten einen Weltrekordversuch im Teetrinken durch Tim Tams.